# Нижняя Ушма
Нижняя Ушма — деревня в Балтасинском районе Татарстана. Входит в состав Малолызинского сельского поселения.

## География
Находится в северо-западной части Татарстана на расстоянии приблизительно 3 км на запад по прямой от районного центра поселка Балтаси.

## История
Основана в XVIII веке, упоминалась также как околоток 1-я Ушма.

## Население
Постоянных жителей было: в 1920 году — 376, в 1926—392, в 1938—413, в 1949—343, в 1958—343, в 1970—369, в 1979—353, в 1989—291, в 2002 году 355 (удмурты 83 %), в 2010 году 316.